# Gustav Ernesaks
Gustav Ernesaks, född 12 november 1908 i Peningi, död 24 januari 1993 i Tallinn, var en estnisk tonsättare och dirigent.
Ernesaks utbildade sig till musiklärare och tonsättare vid Tallinns musikkonservatorium. Han började dirigera redan 1929 och arbetade med både manskör, damkör och blandad kör. Fram till 1940 var han också musiklärare i olika skolor i Tallinn. Mellan 1944 och 1972 var han professor vid Tallinns musikkonservatorium. Bland hans studenter fanns bland andra Olev Oja och Eri Klas. Ernesaks var också författare och hans memoarer ger en god bild av Estlands musikliv under hans tid.
Ernesaks var med och grundade RAM (Riiklik Akadeemiline Meeskoor), den nationella akademiska manskören, som han ledde från starten till 1975. Fram till slutet av 1980-talet spelade RAM en viktig roll i det estniska kulturlivet då det var en av de få körer i Sovjetunionen som tilläts ge konserter utanför unionens gränser. Tack vare RAM komponerades också en stor del av Estlands bästa körmusik, bland annat av Veljo Tormis och Ernesaks själv.

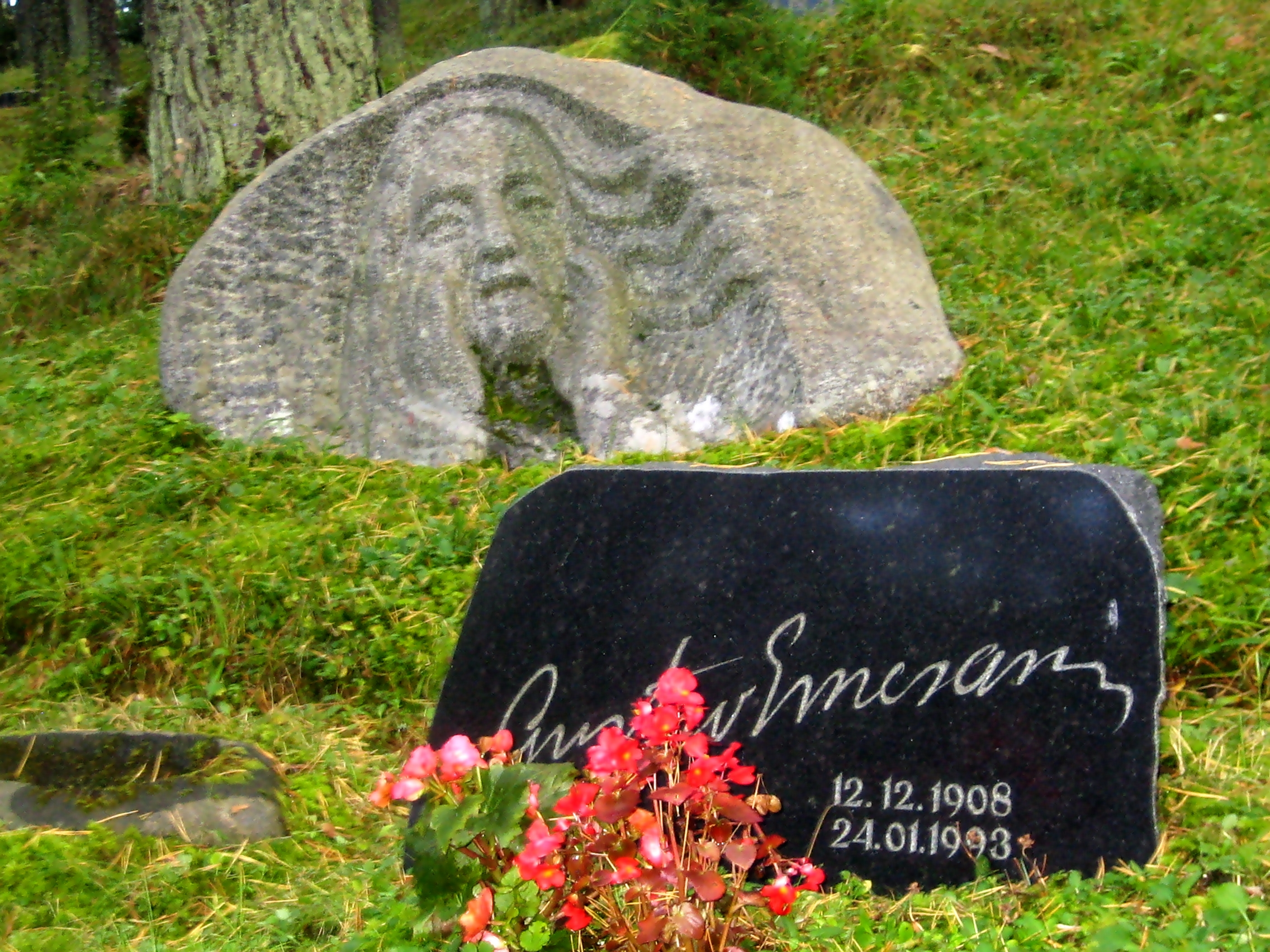

Ernesaks fick epitetet "Sångens fader" av det estniska folket. Han var involverad i samtliga sångfester i Tallinn efter andra världskriget och blev också ett slags nationalsymbol och spelade en betydande roll vid den estniska frigörelsen från Sovjetunionen. Hans sång Mu isamaa on minu arm blev en samlande symbol och ett slags inofficiell nationalsång under sovjetmaktens ockupation. Ironiskt nog var han också upphovsman till den officiella nationalsången vid den här tiden.
En staty av honom restes 2004 på Sångarfältet i Tallinn.
Den största delen av Ernesaks produktion är vokalmusik, körmusik och solosånger. Han har komponerat fem operor. En av dem, Tormide rand (Stormkusten), spelas regelbundet på estniska operascener.

## Verk i urval
- Tormide rand, opera
- Kuidas kalamehed elavad, svit för manskör
- Mu isamaa on minu arm, för blandad kör
- Sireli, kas mul õnne, för blandad kö
- Hakkame, mehed, minema, för manskör
- Päike vajus pärnapuule, för manskör
- Näärisokk, för manskör
- Noor kevade, för damkör
- Üle vabanenud vete, för soloröst och piano
- Alla valgete kaskede, för soloröst och piano